# Shtitha
La shtitha (en árabe, شطيطحة shatītha /ʃ'tˁitˁħa/; en francés, chtitha) es un ragú o estofado, a veces picante, típico de la gastronomía de Argelia, hecho de garbanzos y carne cocinados en una salsa roja de ajo, tomates y especias como la pimienta, ras el hanut y comino. Es un plato hecho casero, por lo que cada casa tiene su receta y su manera de prepararlo. Es común cocinar chtitha en Ramadán.
Al chtitha se le puede agregar salsa dersa; Si se prepara con carne o pollo, se debe dejar marinar un poco antes de encender el fuego.

## Variantes
- Chtitha djedj, de pollo.
- Chtitha lhem, de carne.
- Chtitha qamroune, de gamba.
- Chtitha batata, de patatas.
- Chtitha mokh, de sesos de oveja.
- Chtitha bouzellouf, se cabeza de oveja.